# Liste des orgues d'Aquitaine protégés aux monuments historiques
Cet article recense les orgues protégés aux monuments historiques en Aquitaine, France.

## Liste
| Orgue                                                  | Département          | Commune                 | Édifice                                             | Référence | Année     | Protection     | Illus. |
| ------------------------------------------------------ | -------------------- | ----------------------- | --------------------------------------------------- | --- | --------- | -------------- | ------ |
| Orgue de tribune partie instrumentale                  | Dordogne             | Bergerac                | Église Saint-Jacques de Bergerac                    | « PM24000775 », notice no PM24000775 « PM24000461 », notice no PM24000461                                      | 1993      | Classé         |        |
| Orgue de chœur partie instrumentale                    | Dordogne             | Périgueux               | Cathédrale Saint-Front de Périgueux                 | « PM24000776 », notice no PM24000776 « PM24000278 », notice no PM24000278                                      | 1980      | Classé         |        |
| Orgue de tribune buffet                                | Dordogne             | Périgueux               | Église Saint-Étienne-de-la-Cité                     | « PM24000286 », notice no PM24000286 « PM24000777 », notice no PM24000777                                      | 1976      | Classé         |        |
| Orgue de tribune buffet                                | Dordogne             | Saint-Cyprien           | Église Saint-Cyprien de Saint-Cyprien (Dordogne)    | « PM24000321 », notice no PM24000321 « PM24000778 », notice no PM24000778                                      | 1977      | Classé         |        |
| Orgue de tribune buffet, partie instrumentale          | Dordogne             | Sarlat-la-Canéda        | Cathédrale Saint-Sacerdos de Sarlat                 | « PM24000394 », notice no PM24000394 « PM24000779 », notice no PM24000779 « PM24000384 », notice no PM24000384 | 1952 1976 | Classé         |        |
| Orgue de tribune partie instrumentale                  | Gironde              | Bazas                   | Cathédrale Saint-Jean de Bazas                      | « PM30000824 », notice no PM30000824 « PM30000825 », notice no PM30000825                                      | 1979      | Inscrit        |        |
| Orgue de tribune partie instrumentale                  | Gironde              | Blaye                   | Église Saint-Romain de Blaye                        | « PM33001118 », notice no PM33001118 « PM33001023 », notice no PM33001023                                      | 1993      | Classé         |        |
| Orgue de tribune buffet, partie instrumentale          | Gironde              | Bordeaux                | Abbatiale Sainte-Croix de Bordeaux                  | « PM33000282 », notice no PM33000282 « PM33001121 », notice no PM33001121 « PM33000293 », notice no PM33000293 | 1970 1977 | Classé         |        |
| Orgue de tribune buffet, partie instrumentale          | Gironde              | Bordeaux                | Basilique Saint-Michel de Bordeaux                  | « PM33000898 », notice no PM33000898 « PM33001123 », notice no PM33001123 « PM33000319 », notice no PM33000319 | 1846      | Classé         |        |
| Orgue de tribune buffet                                | Gironde              | Bordeaux                | Basilique Saint-Seurin de Bordeaux                  | « PM33000364 », notice no PM33000364 « PM33001127 », notice no PM33001127                                      | 1971      | Classé         |        |
| Orgue de tribune buffet                                | Gironde              | Bordeaux                | Cathédrale Saint-André de Bordeaux                  | « PM33000877 », notice no PM33000877 « PM33001119 », notice no PM33001119                                      | 1862      | Classé         |        |
| Orgue de tribune buffet                                | Gironde              | Bordeaux                | Église Notre-Dame de Bordeaux                       | « PM33000238 », notice no PM33000238 « PM33001120 », notice no PM33001120                                      | 1971      | Classé         |        |
| Orgue de tribune partie instrumentale                  | Gironde              | Bordeaux                | Église Saint-Louis des Chartrons                    | « PM33001122 », notice no PM33001122 « PM33001025 », notice no PM33001025                                      | 1992      | Classé         |        |
| Orgue de tribune partie instrumentale                  | Gironde              | Bordeaux                | Église Saint-Paul-Saint-François-Xavier de Bordeaux | « PM33001124 », notice no PM33001124 « PM33000349 », notice no PM33000349                                      | 1979      | Classé         |        |
| Orgue de tribune partie instrumentale                  | Gironde              | Bordeaux                | Église Saint-Pierre de Bordeaux                     | « PM33001125 », notice no PM33001125 « PM33001126 », notice no PM33001126                                      | 1979      | Inscrit        |        |
| Orgue de tribune partie instrumentale                  | Gironde              | Saint-Émilion           | Collégiale Saint-Émilion de Saint-Émilion           | « PM33001128 », notice no PM33001128 « PM33001024 », notice no PM33001024                                      | 1992      | Classé         |        |
| Orgue de tribune buffet, partie instrumentale          | Landes               | Aire-sur-l'Adour        | Cathédrale Saint-Jean-Baptiste d'Aire-sur-l'Adour   | « PM40000007 », notice no PM40000007 « PM40000333 », notice no PM40000333 « PM40000019 », notice no PM40000019 | 1959      | Classé         |        |
| Orgue de tribune partie instrumentale                  | Landes               | Cauna                   | Église Saint-Barthélemy de Cauna                    | « PM40000334 », notice no PM40000334 « PM40000051 », notice no PM40000051                                      | 1985      | Classé         |        |
| Orgue de tribune buffet                                | Landes               | Dax                     | Cathédrale Notre-Dame de Dax                        | « PM40000074 », notice no PM40000074 « PM40000335 », notice no PM40000335                                      | 1982      | Classé         |        |
| Orgue de tribune partie instrumentale                  | Landes               | Montfort-en-Chalosse    | Église Saint-Pierre de Montfort-en-Chalosse         | « PM40000338 », notice no PM40000338 « PM40000236 », notice no PM40000236                                      | 1985      | Classé         |        |
| Orgue de tribune buffet                                | Landes               | Mont-de-Marsan          | Église de la Madeleine de Mont-de-Marsan            | « PM40000337 », notice no PM40000337 « PM40000336 », notice no PM40000336                                      | 1989      | Inscrit        |        |
| Orgue de tribune buffet, partie instrumentale          | Landes               | Mugron                  | Église Saint-Laurent de Mugron                      | « PM40000341 », notice no PM40000341 « PM40000339 », notice no PM40000339 « PM40000340 », notice no PM40000340 | 2001      | Classé         |        |
| Orgue de tribune buffet, partie instrumentale          | Landes               | Saint-Sever             | Abbaye de Saint-Sever                               | « PM40000183 », notice no PM40000183 « PM40000342 », notice no PM40000342 « PM40000213 », notice no PM40000213 | 1911      | Classé         |        |
| Orgue de tribune partie instrumentale                  | Landes               | Tartas                  | Église Saint-Jacques de Tartas                      | « PM40000343 », notice no PM40000343 « PM40000205 », notice no PM40000205                                      | 1985      | Classé         |        |
| Orgue de chœur partie instrumentale                    | Lot-et-Garonne       | Agen                    | Cathédrale Saint-Caprais d'Agen                     | « PM47000376 », notice no PM47000376 « PM47000051 », notice no PM47000051                                      | 1982      | Classé         |        |
| Orgue de tribune buffet, partie instrumentale          | Lot-et-Garonne       | Agen                    | Cathédrale Saint-Caprais d'Agen                     | « PM47000369 », notice no PM47000369 « PM47000367 », notice no PM47000367 « PM47000368 », notice no PM47000368 | 1999      | Classé         |        |
| Orgue de tribune partie instrumentale                  | Lot-et-Garonne       | Agen                    | Église des Jacobins d'Agen                          | « PM47000370 », notice no PM47000370 « PM47000052 », notice no PM47000052                                      | 1982      | Classé         |        |
| Orgue de tribune partie instrumentale                  | Lot-et-Garonne       | Casteljaloux            | Église Notre-Dame-de-l'Assomption de Casteljaloux   | « PM47000371 », notice no PM47000371 « PM47000372 », notice no PM47000372                                      | 1977      | Inscrit        |        |
| Orgue de tribune buffet, partie instrumentale          | Lot-et-Garonne       | Clairac                 | Église Saint-Pierre-ès-Liens de Clairac             | « PM47000374 », notice no PM47000374 « PM47000373 », notice no PM47000373 « PM47000101 », notice no PM47000101 | 1977      | Inscrit        |        |
| Orgue de tribune partie instrumentale                  | Lot-et-Garonne       | Marmande                | Église Notre-Dame de Marmande                       | « PM47000375 », notice no PM47000375 « PM47000178 », notice no PM47000178                                      | 1977      | Classé         |        |
| Orgue de tribune buffet                                | Pyrénées-Atlantiques | Bayonne                 | Cathédrale Sainte-Marie de Bayonne                  | « PM64000461 », notice no PM64000461 « PM64000903 », notice no PM64000903                                      | 1862      | Classé         |        |
| Orgue de tribune buffet, partie instrumentale          | Pyrénées-Atlantiques | Bayonne                 | Église Saint-André de Bayonne                       | « PM64000906 », notice no PM64000906 « PM64000904 », notice no PM64000904 « PM64000905 », notice no PM64000905 | 2002      | Classé         |        |
| Orgue de tribune buffet                                | Pyrénées-Atlantiques | Castetpugon             | Église Notre-Dame-de-l'Assomption de Castetpugon    | « PM64000132 », notice no PM64000132 « PM64000907 », notice no PM64000907                                      | 1984      | Classé         |        |
| Orgue de tribune buffet, partie instrumentale          | Pyrénées-Atlantiques | Lescar                  | Église de l'Assomption de Lescar                    | « PM64000245 », notice no PM64000245 « PM64000908 », notice no PM64000908 « PM64000250 », notice no PM64000250 | 1972      | Classé         |        |
| Orgue de tribune buffet, tribune                       | Pyrénées-Atlantiques | Lestelle-Bétharram      | Église Saint-Jean-Baptiste de Lestelle-Bétharram    | « PM64000266 », notice no PM64000266 « PM64000909 », notice no PM64000909                                      | 1953      | Classé         |        |
| Orgue de tribune buffet, partie instrumentale          | Pyrénées-Atlantiques | Louvie-Juzon            | Église Saint-Martin de Louvie-Juzon                 | « PM64000280 », notice no PM64000280 « PM64000910 », notice no PM64000910 « PM64000278 », notice no PM64000278 | 1976      | Classé         |        |
| Orgue de tribune buffet, partie instrumentale          | Pyrénées-Atlantiques | Monein                  | Église Saint-Girons de Monein                       | « PM64000913 », notice no PM64000913 « PM64000911 », notice no PM64000911 « PM64000912 », notice no PM64000912 | 1995      | Classé         |        |
| Orgue de tribune buffet, partie instrumentale          | Pyrénées-Atlantiques | Nay                     | Église Saint-Vincent de Nay                         | « PM64000343 », notice no PM64000343 « PM64000914 », notice no PM64000914 « PM64000345 », notice no PM64000345 | 1906 1990 | Classé Inscrit |        |
| Orgue de tribune buffet, partie instrumentale, tribune | Pyrénées-Atlantiques | Oloron-Sainte-Marie     | Cathédrale Sainte-Marie d'Oloron                    | « PM64000351 », notice no PM64000351 « PM64000915 », notice no PM64000915 « PM64000364 », notice no PM64000364 | 1906      | Classé         |        |
| Orgue de tribune partie instrumentale                  | Pyrénées-Atlantiques | Oloron-Sainte-Marie     | Église Notre-Dame d'Oloron-Sainte-Marie             | « PM64000916 », notice no PM64000916 « PM64000368 », notice no PM64000368                                      | 1985      | Classé         |        |
| Orgue de tribune partie instrumentale                  | Pyrénées-Atlantiques | Orthez                  | Église Saint-Pierre d'Orthez                        | « PM64000917 », notice no PM64000917 « PM64000370 », notice no PM64000370                                      | 1985      | Classé         |        |
| Orgue de tribune buffet                                | Pyrénées-Atlantiques | Saint-Jean-de-Luz       | Église Saint-Jean-Baptiste de Saint-Jean-de-Luz     | « PM64000404 », notice no PM64000404 « PM64000918 », notice no PM64000918                                      | 1908      | Classé         |        |
| Orgue de tribune buffet, partie instrumentale          | Pyrénées-Atlantiques | Saint-Jean-Pied-de-Port | Église Notre-Dame de Saint-Jean-Pied-de-Port        | « PM64000921 », notice no PM64000921 « PM64000919 », notice no PM64000919 « PM64000920 », notice no PM64000920 | 1999      | Classé         |        |
| Orgue de tribune partie instrumentale                  | Pyrénées-Atlantiques | Saint-Palais            | Église Sainte-Madeleine de Saint-Palais             | « PM64000922 », notice no PM64000922 « PM64000414 », notice no PM64000414                                      | 1980      | Classé         |        |
| Orgue de tribune buffet                                | Pyrénées-Atlantiques | Sarrance                | Abbatiale Notre-Dame de Sarrance                    | « PM64000424 », notice no PM64000424 « PM64000923 », notice no PM64000923                                      | 1976      | Classé         |        |